# Juan Bautista Monegro
Juan Bautista Monegro – hiszpański architekt i rzeźbiarz okresu renesansu.
Prawdopodobnie studiował we Włoszech. W 1566 roku przebywał w Toledo, gdzie pracował jako architekt i rzeźbiarz tworząc w stylu manierytycznym. W 1606 roku został mianowany maestro mayor katedry w Toledo, w której wykonał kaplicę Nuestra Señora del Sagrario. Zaprojektował i wykonał retabulum do zakonu św. Klary w 1579 roku. Zaprojektował erem Santo Ángel Custodio w Toledo, który został wykonany po jego śmierci.
Na zlecenie Filipa II wyrzeźbił 11 figur o dużych rozmiarach, które zdobią kompleks klasztorno–pałacowy Escorial.